# 泡泡 (單曲)
《泡泡》是魏如萱的EP，於2008年7月11日發行。繼首張個人專輯《甜蜜生活》獲得市場好評後，2008年魏如萱遇到了電影配樂大師陳建騏，此張EP為兩人首次合作的作品。

## 曲目
1. 等等等
  - 作詞：魏如萱（日文詞：簡如芳）　作曲：陳建騏、魏如萱　編曲：陳建騏
2. 我在想唱一首歌
  - 電影《花吃了那女孩》對話
3. 泡泡
  - 作詞：魏如萱　作曲：魏如萱　編曲：王希文
4. 買你
  - 作詞：魏如萱　作曲：魏如萱　編曲：杉特